# Charaxes dewitzi
Charaxes dewitzi är en fjärilsart som beskrevs av Butler 1895. Charaxes dewitzi ingår i släktet Charaxes och familjen praktfjärilar. Inga underarter finns listade i Catalogue of Life.